# Halas Galéria
Halas Galéria - A Halas Galéria Kiskunhalas város tulajdonában levő képzőművészeti anyagok múzeumi kezelése céljából alakult 1999-ben. Diószegi Balázs és Berki Viola festőművészek műveivel együtt összesen 48 Munkácsy Mihály-díjas és Kossuth-díjas művész alkotásai találhatók meg a Halas Galéria mintegy 3000 műtárgya között. 2013. május végén az önkormányzat megszüntette, és a gyűjteményt a Thorma János Múzeumnak adta át.

## Története, gyűjteménye
A Végh-kúria 1987-től Diószegi Balázs, 1999-től Berki Viola állandó kiállításának ad helyet
A gyűjteménygyarapodás szempontjából Lakatos Vince szociális fényképei, mellett Joseph Kádár elektrografikai alkotásai kiemelkedőek.
2006 után kerültek ide a megszűnt kiskunhalasi ÁMK-ból 46 magyar festőművész, szobrász, éremművész, többek között Szabó Iván, Reich Károly, Révész Napsugár, Hincz Gyula és Szőllősi Enikő képei, szobrai. alkotásai.
2003 és 2007 között a Halas Galéria gyűjteménye és épületei a Thorma János Múzeumhoz kerültek letétbe.
2007-től újra önállóan működik a Halasi csipke Közalapítvány felügyelete alatt olyan országosan védett épületekben, mint a Végh-kúria, a Kiskunhalasi Tájház és a Sáfrik szélmalom.
A Halas Galéria gyűjteményét képezik Kiskunhalas város szobrai, emléktáblái is.

## Gyűjteménye, állandó kiállítással
- Diószegi Balázs (Kunszentmiklós, 1914 – Kiskunhalas, 1999) festőművész
- Berki Viola (Kiskunhalas, 1932 - Budapest, 2001) festőművész, grafikus

## Gyűjteménye, más alkotóktól
- Ábrahám István
- Asztrogonász Péter
- Bálványos Huba
- Baraldi, Celeste
- Baráth József rajztanár
- Bartha Mária
- Bencsik Lilla
- Bodor Miklós festőművész
- Bolyard
- Charbonneau, Jacques
- Chinciolo, Marcello
- Czinder Antal (Budapest, 1937-) magyar szobrász és éremművész
- Czinke Ferenc grafikus
- Cs.Kovács László
- Cséri Lajos
- Csokány
- Csontos László
- Csorba Tibor (Szepesváralja, 1906 – Budapest, 1985) festőművész
- Dar, Dina
- Dávid Vera
- Denti, Giuseppe
- Diotalleri, Maecello
- Drégely László
- Dudás Jelena
- Dunay Teréz
- Durand, James
- Fabók Gyula
- Faludy Gyula
- Fáth Enikő
- Feledy Gyula (Sajószentpéter, 1928. –) Kossuth-díjas grafikus és festőművész, érdemes és kiváló művész
- Ferincz János fotográfus
- Gáti Gábor (Budapest, 1937-) magyar szobrász és éremművész
- Gerzson Pál (Hird, 1931 – Budapest, 2008) festőművészet
- Goczol Éva
- Gonzalez, Marisa
- Haare, James - Tyler
- Hajdú József (Ormosbánya, 1961–) fotóművész, muzeológus
- Herendi Péter
- Hévízi Piroska
- Hincz Gyula (Budapest, 1904 – Budapest, 1986) festőművész, grafikus és iparművész
- Hondramatidisz Rigasz
- Jackson, Sarah
- Jacobsen, A.
- Jakabfi Márta
- Janzer Frigyes
- Kádár György (Budapest, 1912 – Budapest, 2002) grafikus és festő
- Kádár János Miklós
- Kádár József [Le Kdar, Joseph Kadar] (Debrecen, 1936-) festőművész, fotóművész, grafikus, szobrász
- Kalló Viktor
- Kierspel, Jürgen
- Kis Kovács Gyula
- Kiss Nagy András (Pusztaföldvár, 1930 – Budapest, 1997) magyar szobrász- és éremművész
- Kiss Sándor (1900–1981) szobrászművész
- Kligl Sándor (Mosonmagyaróvár, 1945 –) magyar szobrászművész
- Klimó Károly
- Konyorcsik János
- Koós András
- Kovács Béla
- Kovács Imre
- Kozák Éva
- Kucs Béla
- Kutas László (Budapest, 1936 –) magyar szobrász, éremművész
- Lakatos Vince (Budapest, 1911 - Budapest, 1970) író, fotográfus, filmrendező
- Lesenyei Márta
- Ligeti Erika (Budapest, 1934 – 2004) magyar szobrász és éremművész
- Lincoln, Janice
- Lucas Cranach
- Madarassy Walter
- Makrisz Agamemnon (Pátra, 1913 – Athén, 1993) Görög származású magyar szobrászművész
- Marosán László
- Martsa István (Pozsony, 1912 – Budapest, 1978) szobrászművész
- Jean Mathiant
- Mészáros Mihály
- Mladonyiczky Béla
- Mühleeh, Georg
- Nagy István János
- Németh Buhin Lajos
- Nem's Judith
- Ócsai Károly
- Olbrich, O.
- Osváth Mária
- Pálfy Gusztáv
- Palotás József (1947–) szobrászművész
- Pándy Lajos
- Pető János (Mezőkövesd, 1940 – Mezőkövesd, 2009) grafikus- és festőművész
- Prins, Lieve
- Rácz Fodor Ibolya
- Rácz-Fodor Katalin
- Rádóczy Gyarmathy Gábor
- Radovics László
- Raszler Károly
- Rébék Benő
- Reich Károly (Balatonszemes, 1922 - Budapest, 1988) grafikusművész
- Révész Napsugár
- Rosello, Emilio
- S.Császár Anna
- Segesdi György
- Simon Ferenc (1922) szobrászművész
- Somogyi János
- Somogyi József (Félszerfalva, 1916 – Budapest, 1993) szobrászművész
- Sylvie
- Szabó Irén
- Szabó Iván (1913–1998) szobrászművész
- Szabó László szobrászművész
- Szabó Zoltán
- Szebényi Imre
- Szentirmai Zoltán
- Szombathy Bálint
- Szőllősi Enikő
- Szűcs Károly művészettörténész, fotográfus
- Ternyák Jenő fotográfus
- Thorma János (Kiskunhalas, 1870 – Nagybánya, 1937) festőművész
- Tóth Menyhért (Szeged-Mórahalom, 1904 – Budapest, 1980) festőművész
- Váczi (Czibolya) György
- Vannozzi, Pierlugi
- Varga Magda
- Vasa Károly
- Veszprémi Imre
- Vígh Ernő
- Vígh Tamás (Csillaghegy, 1926. –) magyar szobrász- és éremművész
- Völgyesi István
- Zala Tibor (Pestlőrinc, 1920 – Budapest, 2004) alkalmazott- és képgrafikus, festőművész
- Zoltánfi István